# Пулад (хан Золотой орды)
Пулад (старотат. فولاد (پولاد) خان‎, в др.рус. летописях — Булат-Салтан) (умер в 1410 либо в 1411 году) — хан Золотой Орды с 1407 года.
Пулад был сыном хана Шадибека. На ханский престол Пулад был возведён эмиром Едигеем. Будучи правителем ослабленного и распадающегося государства, Пулад стремился к восстановлению престижа и влияния Улуса (Орды) на международной арене. Этому активно способствовала политика темника Едигея. Пулад требовал от русских князей, чтобы они приезжали в ставку Улуса (Орды) для получения ярлыков на великое княжение и разрешения споров между собой, а также исправно платили дань.
В 1407 году Пулад разрешил спор о великом тверском княжении между Иваном Михайловичем Тверским и Юрием Всеволодовичем Тверским в пользу Ивана Михайловича. В 1408 году Пулад воевал с Литвой.
В том же 1408 году, вернувшись из Улуса (Орды) с послом и ярлыком от хана Пулада на отчину и дедину, князь Иван Владимирович Пронский напал с войсками Улуса (Орды) на Переяславль-Рязанский, выгнал из него князя Фёдора Ольговича Рязанского и сел на обоих княжениях, рязанском и пронском.
В 1409 году Едигей совершил крупный поход на Русь. В то время, когда Едигей был уже под стенами Москвы, готовясь к осаде, Пулад отозвал Едигея назад ввиду появления в Улусе (Орде) нового претендента на престол. В 1409 году Пулад отправил посольство к Шахруху в Герат. Целью посольства было поздравление тимурида Шахруха, утвердившегося в Самарканде и посадившего сына Улугбека наместником в Мавераннахре, и установление мирных отношений между государствами.
В 1409—1410 годах ко двору Пулада прибыло посольство египетского султана ал-Мелика ан-Насыра Фараджа. Пулад скончался в 1410 году. Согласно Маджму ат Таварих участвовал в войне против кыргызов, а также Тохтамыш хана. Также имеются сведения о его нападении на город Манасия, обороной города руководил Даирходжа Аргын. Погиб от рук Даир-ходжи Аргына, который убил Пулад-хана, сразив его копьем и отрубив голову, предположительно при нападении на ставку Пулада. По сообщению Абд ар-Раззака Самарканди, смерть хана произошла в 1410 году. По другим сведениям, он был убит либо в 1411 году. Даир-ходжа совместно с Манасом могли напасть на ставку Пулад-хана на Яике либо в 1410/1411 году, либо в 1408, когда Идегей со своей армией совершал поход на Москву и получил весть от Пулад-хана о нападении некоего мятежника на его ставку. Во втором случае доблесть Даир-ходжи в источнике явно приукрашена.